# Vilhelm Koefoed
Vilhelm Ferdinand Koefoed (21. maj 1837 i København - 21. juli 1930 smst) var en dansk kontreadmiral.
Han var søn af Gehejmekonferensraad, Højesteretsassessor H.J. Koefoed og hustru, født Rottbøll. 
Sekondløjtnant 1857; Premierløjtnant 1868; Kaptajn 
1874; Kommandør 1886; Ekvipagemester 1890, Afsked 1899; kar. Kontreadmiral. 
Formand i Direktionen for De Klarupske Stiftelser; Næstformand 
i Den danske Forening til Evangeliets Forkyndelse, for skandinaviske 
Sømænd i fremmede Havne: Medlem af Direktionen for 
Etatsraad Jacob Henrik Schous og Hustrus Stiftelse og af 
Bestyrelserne for Laane- og Spareforeningen for Embeds- og 
Bestillingsmænd og for Aluminia. 
Ordner: K2.DMp.p.: F.Æ.L.: Gr.Fr.; R. St.Stan.; S.Kr.; S.Sv.; Ø.F.J.